# Arvslindan
Arvslindan is een plaats in de gemeente Gagnef in het landschap Dalarna en de provincie Dalarnas län in Zweden. De plaats heeft 69 inwoners (2005) en een oppervlakte van 19 hectare.

## Verkeer en vervoer
Bij de plaats loopt de E16.
De plaats had vroeger een station aan de hier nog bestaande spoorlijn Repbäcken - Särna.